# К'юбон

К'юбон

К'юбон англ. Cubone, (Karakara|カラカラ) — це вигадана істота, покемон. Він належить до першого покоління покемонів і має порядковий номер 104 зі 151 покемонів першого покоління і 729 всіх семи. Його ім'я перекладається як "кубічна кістка" (натяк на череп-шолом). Уперше він з'являється у відеоіграх компанії Nintendo 1996 року, а також в однойменному мультсеріалі. Франшиза к'юбона використана у багатьох карткових іграх та при створенні іграшок і брелоків.

## Загальна характеристика
К'юбон — це невеличкий покемон-динозавр з хвостом і одягненим на голову черепом, що рухається на двох лапах. На спині у нього два кістяних нарісти. Має світло-коричневу шкіру із світлішим черевом і чорні очі. Череп, який він носить як шолом, покемон ніколи не знімає. Припускається, що це череп його матері чи іншого к'юбона, або доісторичного покемона, наприклад, Аеродактиля. Окрім цього, покемон озброєний кісткою, якою користується для атаки та захисту. Здібностями к'юбона є голова-скеля та громовідвід, що дозволяє покемону не отримувати багато шкоди від ударів по голові та електричних атак. Також к'юбон має здібності, які допомагають йому знаходити нові кістки або у пошуках інших покемонів цього ж виду. Це перша форма еволюції, наступна - Маровак. Еволюціонує на рівні 28. Належить до земляного типу. Вид — самотній покемон. Зріст покемона приблизно 40 см, а вага — 6,3-6,5 кг. Судячи з його типу, к'юбону простіше перемагати електричних, вогняних, отруйних і кам'яних покемонів, а програватиме він найчастіше рослинним і покемонам-комахам.

## Атаки
- Рик - к'юбон гарчить на супротивника;

- Поштовх - к'юбон штовхає ворога;

- Атака тілом - к'юбон б'є ворога усією своєю вагою;

- Атака черепом (Удар головою) - к'юбон б'є ворога головою;

- Хитрість - к'юбон уникає атаки ворога, отримуючи можливість вдарити самому;

- Концентрація енергії - к'юбон концентрує усю свою енергію, щоб завдати потужного удару;

- Хижий погляд - к'юбон кидає на ворога погляд, що на деякий час позбавляє його можливості діяти;

- Лінійна атака - к'юбон атакує ворога з розгону, рухаючись лінійно;

- Сильний удар - к'юбон б'є супротивника з усією силою;

- Раптовий удар - к'юбон несподівано атакує ворога;

- Спеціальний удар - к'юбон б'є ворога, використовуючи кістку;

- Оглушливий удар - к'юбон наносить ворогу удар, який оглушує того на деякий час;

- Рюмсання (Сльозливі очі) - к'юбон починає плакати, щоб розчулити супротивника і цим його знешкодити;

- Кістяна палиця - к'юбон використовує свою кістку для атаки чи захисту;

- Кістяна атака (Удар кісткою/Кістяний удар) - к'юбон б'є ворога кісткою;

- Нищівний удар кісткою - к'юбон завдає ворогу дуже потужного удару кісткою;

- Удар кісткою з розмаху - к'юбон замахується і б'є ворога кісткою;

- Бумеранг - к'юбон кидає свою кістку у ворога, після влучання в якого, вона повертається до нього;

- Кидок кістки - к'юбон кидає у ворога кістку;

- Кидання кісток - к'юбон жонглює кількома кістками, які також влучають у супротивника;

- Кістяний убивця - найсильніший удар кісткою, який може робити к'юбон;

- Лють - к'юбон починає гніватись і починає несамовито атакувати ворога.